# Felix Ernst Peiser

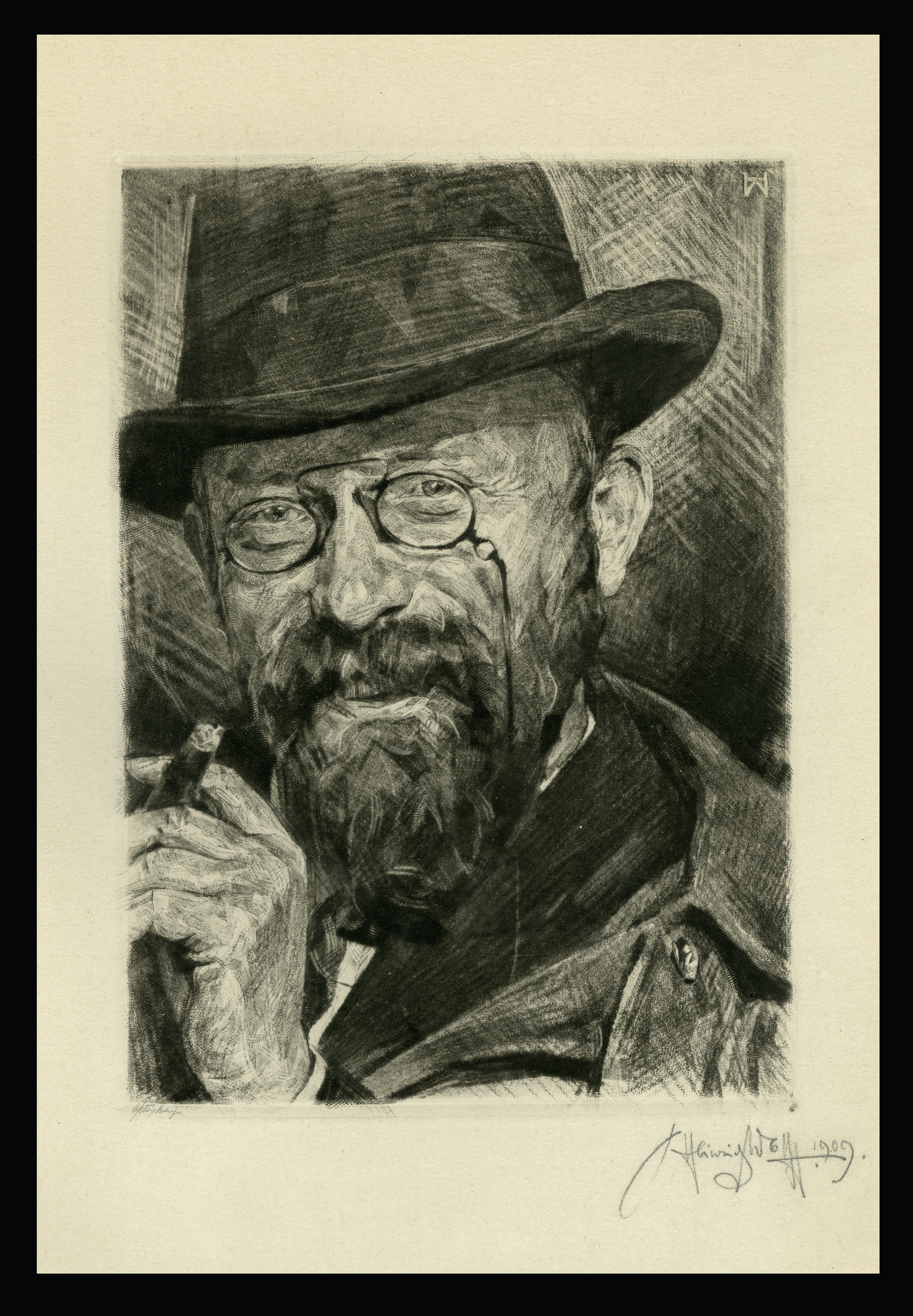
Felix Peiser (1919)

Felix Ernst Peiser (meist Felix Peiser, * 27. Juli 1862 in Berlin; † 24. April 1921 in Königsberg i. Pr.) war ein deutscher Altorientalist.

## Leben
Felix Peiser war der Sohn des jüdischen Verlagsbuchhändlers Wolf Peiser und seiner Frau Rosalia geb. Gottheil, seine Schwester war die spätere Bibliothekarin Bona Peiser. Peiser studierte an der Friedrich-Wilhelms-Universität zu Berlin und der Universität Leipzig. In Leipzig wurde er 1886 promoviert. Er habilitierte sich 1890 an der Schlesischen Friedrich-Wilhelms-Universität. 1894 ging er als Privatdozent für Assyriologie an die Albertus-Universität Königsberg, die ihn erst 1905 zum Professor ernannte.
1899 begründete er die Orientalistische Literaturzeitung, deren erster Herausgeber und Redakteur er auch war. Daneben widmete er sich in Königsberg immer mehr der lokalen Vorgeschichte. Ab 1916 war er als Nachfolger von Adalbert Bezzenberger Vorsitzender der Altertumsgesellschaft Prussia.

## Veröffentlichungen (Auswahl)
- Keilschriftliche Acten-Stücke aus babylonischen Städten. Von Steinen und Tafeln des Berliner Museums in Autographie, Transcription und Übersetzung. Wolf Peiser, Berlin 1889.
- Zur babylonischen Chronologie, Berlin 1891 Online
- Skizze der babylonischen Gesellschaft. Wolf Peiser, Berlin 1896.
- Der Prophet Habakuk. Eine Untersuchung zur Kritik des Alten Testaments. Wolf Peiser, Berlin 1903.
- mit Emil Hollack: Das Gräberfeld von Moythienen. Gräfe & Unzer, Königsberg 1904.
- Das Gräberfeld von Pajki bei Praßnitz in Polen. Gräfe & Unzer, Königsberg 1916.